# Рио Миязаки
Рио Миязаки (宮崎 亮 Miyazaki Ryō) е японски боксьор, настоящият шампион на WBA в суперлека категория.

## Световна титла
на 31 декември 2012 г. Миязаки побеждава бившия шампион на WBA в суперлека категория Порнсаван Порпрамук чрез разделено решение (split decision) на съдиите: 116-111, 116-112, 113-114 точки.
Миязаки се бие срещу Карлос Веларде за титлата на WBA в суперлека категория на 8 май 2013 г.